# Chyromya intermedia
Chyromya intermedia är en tvåvingeart som beskrevs av Ebejer 2001. Chyromya intermedia ingår i släktet Chyromya och familjen gulflugor.
Artens utbredningsområde är Kanarieöarna. Inga underarter finns listade i Catalogue of Life.